# Butterfly (píseň, Smile.dk)
„Butterfly“ je skladba švédské taneční skupiny Smile.dk z alba Smile, které vyšlo v roce 1998. Text a produkci měli na starosti Robert Uhlmann a Robin Rex.
Skladba získala značnou popularitu mimo Švédsko díky hudební videohře Konami s názvem Dance Revolution 3rd Mix. Díky její popularitě vzniknul v roce 2008 také remix pod názvem Dance Dance Revolution X, což byl remix určený k 10. výročí.
Kromě značné popularity je skladba také nechvalně proslulá svým refrénem, který se objevil v mnoha levných čínských hračkách.

## Reedice
Píseň byla opět nahrána v roce 2009. Tato verze byla vydána jako singl 13. května 2009 a nesla název „Butterfly '09 (United Forces Airplay Edit)“.